# Odenville (Alabama)
Odenville es un pueblo ubicado en el condado de St. Clair en el estado estadounidense de Alabama. En el censo de 2000, su población era de 1131.

## Demografía
En el 2000 la renta per cápita promedia del hogar era de $ 36.473$, y el ingreso promedio para una familia era de 40.694$. El ingreso per cápita para la localidad era de 17.330$. Los hombres tenían un ingreso per cápita de 31.429$ contra 21.736$ para las mujeres.

## Geografía
Odenville está situado en 33°40′54″N 86°23′57″O / 33.68167, -86.39917 (33.681762, -86.399295).
Según la Oficina del Censo de los EE. UU., la ciudad tiene un área total de 3.25 millas cuadradas (8.41 km²).